# Ancylorhynchus elbaiensis
Ancylorhynchus elbaiensis là một loài ruồi trong họ Asilidae. Ancylorhynchus elbaiensis được Efflatoun miêu tả năm 1937. Loài này phân bố ở vùng nhiệt đới châu Phi.